# 15053 Bochníček
15053 Bochníček là một tiểu hành tinh vành đai chính với chu kỳ quỹ đạo là 1213.1450330 ngày (3.32 năm).
Nó được phát hiện ngày 17 tháng 12 năm 1998.